# Warragaia rintouli
Warragaia rintouli is een vlokreeftensoort uit de familie van de Urohaustoriidae. De wetenschappelijke naam van de soort is voor het eerst geldig gepubliceerd in 1985 door Berents.